# Martin Gore
Martin Lee Gore (Dagenham, 23. srpnja 1961.), engleski glazbenik i član grupe Depeche Mode od 1980. godine. 
Kada je Vince Clark napustio grupu 1981. godine poslije prvog albuma, Gore postaje glavni autor pjesama za Depeche Mode. Uglavnom svira gitaru i pjeva kao back-vokal, premda povremeno svira i klavijature. Gore je glavni vokal u nekoliko pjesama grupe.

## Karijera
Martin se prvi put zainteresirao za glazbu s 14 godina, ali njegova karijera kreće kada 1980. godine u jednom klubu sretne Andyja Fletchera koji već s Vincom Clarkom ima grupu. Ubrzo upoznaju i Davida Gahana koga su čuli kako pjeva "Heroes" od Davida Bowiea
Vince Clark bio je tekstopisac na prvom albumu, a Gore je napisao samo dvije pjesme, "Tora! Tora! Tora!" i instrumental "Big Muff". Također, u pjesmi "Any Second Now" pjeva vokale što je jedini slučaj do sada da pjeva pjesmu koja nije njegova. Kada je Vince Clark najavio odlazak iz benda, Gore preuzima ulogu pisanja glazbe i tekstova.
Već je na drugom albumu tekstovi i glazba potpuno su promenili smjer u odnosu na Vinceovu pretežno laganu orijentaciju. Primjećuje se prisustvo težih i mračnijih tonova u obradi tema svakodnevnog života uz primjere cinizma što je privuklo značajnu pažnju i dovelo ih do popularnosti.
Martin od tada pjeva par pjesama na svakom albumu, osim na A Broken Frame. Obožavatelji benda cijene ove pjesme premda kritičari uporno tvrde da bi Martin trebao da prepustiti Dave-u pjevanje svih pjesama. Ovo se pogotovo odnosi na dva posljednja albuma.
Tokom koncertnog izvođenja Martin obično otpjeva dve pesme na sredini koncerta i prvu pjesmu na bisu. Na koncertima je posebno atraktivno njegovo sviranje na gitari. Veoma je popularna scena izvođenja solo dionice na gitari s koncerta One Night in Paris, izdanom na DVD-u s turneje Exciter Tour, tokom izvođenja pjesme "Enjoy the Silence".
Nakon rada za grupu Martin je probao i solo karijeru. 1989. godine snimio je Counterfeit EP ("Plagijat") a 2003. godine Counterfeit² ("Plagijat²") na kojima se nalaze obrađene tuđe pjesme. Na drugom albumu je između ostalog obradio pjesme Nicka Cave-a, Johna Lennona i Davida Bowieja. Martin na ove albume nije stavljao svoje pjesme jer je govorio da ih čuva za Depeche Mode.

## Pjesme Depeche Modea na kojima je Gore glavni vokal
Vodeći vokal sastava Depeche Mode je David Gahan, međutim ponekad Martin preuzme tu ulogu. Ovdje su navedene pjesme u kojima je to slučaj, po kronološkom redu.
- Speak and Spell
  - "Any Second Now (voices)"
- Construction Time Again
  - "Pipeline"
- Some Great Reward
  - "It Doesn't Matter"
  - "Somebody"
- Black Celebration
  - "Black Day"
  - "A Question of Lust"
  - "Sometimes"
  - "It Doesn't Matter Two"
  - "World Full of Nothing"
- Music for the Masses
  - "The Things You Said"
  - "I Want You Now"
  - "Route 66" (obrada pjesme Net King Kola) B-strana singla "Behind the Wheel"
- Violator
  - "Enjoy the Silence" (Harmonium verzija) [singl "Enjoy the Silence"]
  - "Sweetest Perfection"
  - "Blue Dress"
- Songs of Faith and Devotion
  - "Death's Door" [Glazba iz filma Do kraja svijeta]
  - "Judas"
  - "One Caress"
- Ultra
  - "Home"
  - "The Bottom Line"
- Exciter
  - "Comatose"
  - "Breathe"
- Playing the Angel
  - "Macro"
  - "Damaged People"

### Dueti
Ovdje su navedene pjesme u kojima David Gahan i Martin Gore pjevaju zajedno, a pjesme su poredane po kronološkom redu.
- Everything Counts [Construction Time Again]
- Something to Do [Some Great Reward] (the 2004 Black Strobe remix potpuno gubi Gahanov vokal)
- People Are People [Some Great Reward]
- Shake the Disease [Catching Up with Depeche Mode]
- Here is the House [Black Celebration]
- Behind the Wheel [Music for the Masses]
- Pleasure, Little Treasure [Music for the Masses]
- Waiting for the Night [Violator]
- Insight [Ultra]
- Surrender [B-side to "Only When I Lose Myself"]
- The Sinner In Me [Playing the Angel]
- Nothing's Impossible [Playing the Angel]
- Newborn [B-side to "A Pain That I'm Used To"]

## Vanjske poveznice
- Službena stranica Martina Gora
- Službena stranica grupe Depeche Mode
- Depeche Mode Hrvatska